# Kátia Magalhães Arruda
Kátia Magalhães Arruda (Ipaumirim, 1 de outubro de 1966) é uma bacharel em Direito e mestre em Direito constitucional pela Universidade Federal do Ceará (UFC). É Doutora em Políticas Públicas pela Universidade Federal do Maranhão (UFMA) e pesquisadora de temas relacionados à precarização do trabalho e eficácia dos direitos constitucionais trabalhistas e trabalho infantil. Foi aluna da Escola Técnica Federal do Ceará. É ministra do Tribunal Superior do Trabalho (TST).

## Biografia
Iniciou na magistratura do trabalho, em 1990, quando foi aprovada em concurso público para atuar no Tribunal Regional do Trabalho da 16.ª Região, no Maranhão. Presidiu as Varas do Trabalho de Imperatriz, Caxias e também a 1.ª e 4.ª Varas de São Luis. Em 2000, foi promovida a Desembargadora do TRT/16.ª Região, ocupando os cargos de corregedora, no período de 2003 a 2005, e de presidente no biênio de 2005 a 2007. Em 27 de março de 2008, assumiu o cargo de ministro do Tribunal Superior do Trabalho (TST).
Foi ainda membro de bancas examinadoras de concurso para juiz do trabalho e para professor da UFMA, além de ter representado a Justiça do Trabalho maranhense no Fórum Estadual Contra o Trabalho Infantil. Foi presidente da Comissão de Memória do TRT do Maranhão. No período compreendido entre 1994 e 2009 foi professora do Curso de Direito da UFMA. Foi professora da Escola de Magistratura do TRT da 16.ª Região (1994–2008).
Atualmente, é vice-ciretora da Escola Nacional da Magistratura Trabalhista (ENAMAT) e vice-coordenadora do Programa Nacional de Combate ao Trabalho Infantil, do TST.

## Obra
É autora e co-autora de vários trabalhos, entre eles: 
- Direito Constitucional do Trabalho (1998)[9]
- A Jurisdição Extraordinária do TST na Admissibilidade do Recurso de Revista (2012)[10]
- Democracia e Direito do Trabalho
- Dos Direitos Humanos aos Direitos Fundamentais
- Direitos Coletivos, Dignidade Humana e Inclusão Social
- Justiça do Trabalho: Evolução Histórica e Perspectivas
- Mãe, Conte-me Uma História
- Mulher: Da Invisibilidade à Plenitude de Direitos (2024)
- Acesso à Justiça no Âmbito Laboral (2025)

Publicou em diversas revistas jurídicas do país, tais como: Editora Mizuno, Revista LTR, Revista do Senado Federal, Síntese Trabalhista, Revista do TRT 16.ª Região e Revista de Informação Legislativa.

## Distinções
Recebeu o Troféu Sereia de Ouro do Grupo Edson Queiroz, entregue pelo Sistema Verdes Mares.